# 2010-es La Flèche Wallonne
A 2010-es La Flèche Wallonne az 1936 óta megkezdett sorozatban a 74. kerékpárverseny volt, melyet 2011. április 21-én rendeztek meg. A verseny része a 2010-es UCI-világranglistának. Elsőként Cadel Evans haladt át a célvonalon, őt követte Joaquim Rodriguez és Alberto Contador.

## Csapatok
25 csapat vett részt a versenyen.

 Acqua & Sapone ·   AG2R La Mondiale ·   Androni Giocattoli ·   Astana ·   Bbox Bouygues Telecom ·   BMC Racing Team ·   Caisse d'Epargne ·   Cervélo ·   Cofidis ·   Euskaltel-Euskadi ·   Francaise des Jeux ·   Garmin-Transitions ·   Lampre-Farnese Vini ·   Landbouwkrediet ·   Liquigas-Doimo ·  Omega Pharma-Lotto ·  Quick Step ·  Rabobank ·   Team HTC-Columbia ·   Katusha Team ·   Milram ·   Topsport Vlaanderen–Mercator ·   Team RadioShack ·   Saxo Bank ·   Sky Procycling

## Végeredmény
|    | Versenyző               | Csapat              | Idő       |
| -- | ----------------------- | ------------------- | --------- |
| 1  | Cadel Evans (AUS)       | BMC Racing Team     | 4:29:24   |
| 2  | Joaquim Rodriguez (ESP) | Katusha Team        | +00:00:00 |
| 3  | Alberto Contador (ESP)  | Astana              | +00:00:00 |
| 4  | Igor Anton (ESP)        | Euskaltel-Euskadi   | +00:00:06 |
| 5  | Damiano Cunego (ITA)    | Lampre-Farnese Vini | +00:00:09 |
| 6  | Philippe Gilbert (BEL)  | Omega Pharma-Lotto  | +00:00:11 |
| 7  | Chris Horner (USA)      | Team RadioShack     | +00:00:11 |
| 8  | Andy Schleck (LUX)      | Saxo Bank           | +00:00:11 |
| 9  | Ryder Hesjedal (CAN)    | Garmin-Transitions  | +00:00:11 |
| 10 | Michael Albasini (SUI)  | Team-HTC-Columbia   | +00:00:11 |

## Külső hivatkozások
- Hivatalos honlap